# Эктопия сердца
Эктопия сердца (лат. ectopia cordis) — врождённое заболевание, характеризующееся ненормальным положением сердца — вне грудной клетки: чаще всего в расколе грудной клетки, реже в брюшной полости или шее. При этом заболевании смертность находится на фатальном уровне, и рождённые с ним обычно умирают в первый год жизни. Однако этот дефект является операбельным, что при положительном результате даёт увеличение срока жизни, но не надолго. Дольше всех с таким дефектом прожил Кристофер Уолл, который перенёс несколько операций и дожил до 34 лет. Часто это заболевание осложнено сопутствующими, например тетрада Фалло. Регистрируется около 7,9 случаев на 1 миллион рождений.
Часто встречается у больных с синдромом Эдвардса и синдромом Шерешевского — Тёрнера, однако чёткой взаимосвязи не выявлено.
Существуют несколько вариантов эктопии,это:
Грудная – самая частая. Сердце смещается в плевральную полость и поверхностные слои грудной стенки. В случае полной эктопии оно находится снаружи тела, верхушка обращена к подбородку. Обычно патология сочетается с различными пороками сердца и крупных сосудов. Частичная эктопия более благоприятная, она обычно не сочетается с другими пороками.
Торакоабдомниальная – сердце частично находится в грудной клетке, частично – в брюшной полости. Степень опущения отличается у разных пациентов.
Шейная – очень редкий вариант. Ребенок погибает сразу после рождения.
Абдоминальная – полное опущение в живот. Сердце иногда перемещается на место одной из почек. Это благоприятный вариант патологии, больной доживает до старости даже без лечения. Но встречается эта форма патологии крайне редко. Её называют синдром железного человека.
Экстрастернальная – вариант грудной эктопии. Но выделяется в отдельную форму, так как является одним из элементов врожденного порока – пентады Кантрелла. Сердце перемещается снаружи от грудины из-за нарушения её развития. В 40% случаев оно ничем не покрыто, в 30% случаев покрыто только серозной оболочкой, ещё в 30% случаев – кожей.
Лечение эктопии сердца возможно. Но оно очень сложное: часто требуется несколько операций. Полностью вылечить патологию нельзя, но возможно улучшить гемодинамику, устранить самые грубые дефекты и увеличить продолжительность жизни пациента. В случае успешного лечения человек проживет несколько лет или даже несколько десятков лет.
Прогноз зависит от множества факторов:
где находится сердце;сохранена ли гемодинамика;есть ли хромосомные аномалии;есть ли другие дефекты строения сердца и крупных сосудов;имеются ли пороки развития других органов и систем.
Выжить могут только 10% пациентов с эктопией сердца. Это пациенты с наиболее благоприятными формами порока, которые имеют доступ к качественной медицинской помощи.